# Namie Amuro
Namie Amuro (jap. 安室 奈美恵 Amuro Namie; ur. 20 września 1977 w Shuri) – japońska piosenkarka muzyki pop. Jej albumy sprzedały się w ponad 40 milionach egzemplarzy, co czyni ją jedną z najlepiej sprzedających się artystek w historii japońskiej muzyki. Zadebiutowała w 1992 roku z zespołem Super Monkey’s. Kiedy rozpoczęła karierę solową w 1996 roku, jej popularność tak wzrosła, że stała się zjawiskiem społecznym. Nie tylko jej muzyka, ale także moda i makijaż stały się obiektem podziwu kobiet tamtych czasów, a wiele dziewcząt znanych jako „Amuraa” kopiowało jej styl.
20 września 2017 roku piosenkarka ogłosiła, że zakończy swoją 25-letnią karierę muzyczną 16 września 2018 roku. Według raportu Entertainment Weekly ogłaszającego przejście Amuro na emeryturę, artystka sprzedała w Japonii więcej albumów niż Lady Gaga, Katy Perry czy Kesha w Stanach Zjednoczonych w łącznej ilości.
Namie Amuro (40 milionów sprzedanych płyt) jest zaraz obok solowych artystek takich jak Ayumi Hamasaki (65 milionów), Utada Hikaru (38 milionów), Koda Kumi (28 milionów) ikoną i prekursorem, która przez całą swoją karierę wywierała wpływ na japoński oraz azjatycki rynek muzyczny, dając to nowsze trendy muzyczne i współpracując z największymi producentami muzycznymi na świecie, którzy tworzyli również m.in. dla artystów takich jak Jennifer Lopez, Lady Gaga, Madonna, Beyoncé, Koda Kumi, TLC, David Guetta, Utada Hikaru, Femm, Akon, Charli XCX, Nick Jonas, Ariana Grande, Mariah Carey, Britney Spears, Rina Sawayama, Daichi Miura, Christina Aguilera, Ayumi Hamasaki, Maroon 5, Usher, Miyavi, Nicki Minaj, Rihanna, Kylie Minogue czy Eminem.
Namie aż do ostatniego dnia swojej kariery muzycznej, przed przejściem na emeryturę, pozostała jedną z najbogatszych kobiet w Japonii i całej Azji oraz w światowej czołówce piosenkarek z największym majątkiem.

## Życiorys

### Wczesne życie
Namie Amuro urodziła się w Shuri mieście Naha w prefekturze Okinawa w Japonii. Jej rodzice rozwiedli się, gdy była jeszcze mała. Jako ostatnie dziecko przed rozwodem rodziców, w wieku 12 lat została odkryta przez Masayuki Makino, dyrektora Okinawa Actors School. Jej marzeniem z dzieciństwa było zostać stewardesą, ale zajęła się muzyką. W wieku 14 lat dołączyła do Super Monkey’s wraz z Minako Ameku, Nanako Takushi, Hisako Arakaki i Anną Makino. Zespół wydał swój debiutancki singel Koi no Cute Beat / Mister USA 15 września 1992 roku pod wydawnictwem Eastworld sprzedając się w 36 610 egzemplarzach w ciągu pięciu tygodni notowań wykresu sprzedaży Oricon. Rok po wydaniu singla Namie wspólnie z zespołem przeniosła się do Tokio.

### 1995–1997:Sweet 19 BluesiConcentration 20
Namie wydała swój pierwszy singel Body Feels Exit, w tym samym miesiącu, w którym opuściła wytwórnię Eastworld. Przy produkcji płyty po raz pierwszy współpracowała z producentem Tetsuyą Komuro. Komuro poznał ją w 1993 roku po obejrzeniu reklamy jej grupy muzycznej. Jej drugi singel pod kierunkiem Komuro w Avex Trax ukazał się w dwa miesiące później, 4 grudnia 1995. Chase the Chance był ostatnim singlem przed przeformowaniem jej byłego zespołu Super Monkey’s i zarazem pierwszym z milionową sprzedażą.
Pod koniec 1995 Amuro zdobyła nagrodę Złotej Strzały. Po sukcesie Chase the Chance Amuro wydała single Don’t Wanna Cry i You’re My Sunshine, które osiągnęły nr 1 na liście Oricon i sprzedały się w ponad milionie egzemplarzy.
22 lipca 1996 roku Namie wydała swój debiutancki album Sweet 19 Blues w wytwórni Avex Trax. Album znalazł się na szczycie list przebojów i został wykorzystany w dwóch dużych filmach. Sprzedaż albumu wyniosła ponad 3 mln egzemplarzy. W końcu 1996 Namie została nominowana i zdobyła nagrodę Grand Prix (odpowiednik nagrody Grammy za najlepszą piosenkę) za utwór „Don’t wanna cry”, dzięki czemu stała się najmłodszą laureatką tej nagrody.
Jej kolejnym singlem był Can You Celebrate?, który sprzedał się w 2,3 miliona egzemplarzy, co czyni go najlepiej sprzedającym się singlem solowej artystki w historii japońskiej muzyki. W maju 1997 wydano singel How to Be a Girl, a następnie w lipcu album Concentration 20. Wszystkie single z albumu znalazły się na szczytach list przebojów. 3 sierpnia 1997 roku Amuro osiągnęła 20 milionów sprzedanych egzemplarzy w Japonii. Singel Dreaming I was Dreaming był jej ostatnim utworem przed zajściem w ciążę i ślubem z wokalistą grupy TRF Masaharu Maruyamą (znanym jako „Sam”). Po występie na Kōhaku Uta Gassen Amuro zniknęła ze sceny muzycznej na rok.

### 1998–2001:Genius 2000iBreak the Rules

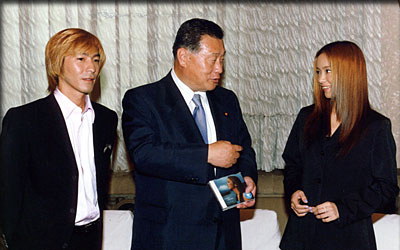
Komuro, Yoshirō Mori i Amuro w Kancelarii Premiera, 11 lipca 2000

W 1998 roku, po urodzeniu syna (Haruto), Amuro powróciła do show-biznesu i wydała singel I Have Never Seen. 17 marca 1999 roku wypuściła kolejny singel Respect the Power of Love. W tym samym dniu otrzymała wiadomość o śmierci swojej matki, Amuro przestała promować singel i wróciła na Okinawę, aby zidentyfikować jej ciało. Matka Amuro, Emiko Taira, została zamordowana przez swojego szwagra.
Respect the Power of Love osiągnął 43 miejsce na liście najlepiej sprzedających się singli w 1999 roku. W lipcu tego samego roku Amuro wydała singel Toi et Moi, a we wrześniu Something ’bout the Kiss. Następnie na początku 2000 roku wydała pierwszy po dłuższej przerwie album Genius 2000, skomponowany przez Tetsuyę Komuro, który połączył siły z amerykańskim producentem Hip-Pop/R&B Dallasem Austinem.

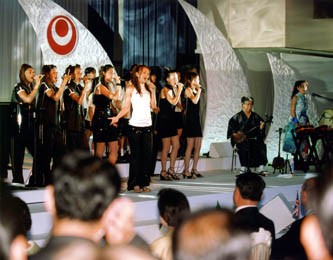
Amuro wraz z innymi wykonująca piosenkę „NEVER END” na przyjęciu powitalnym szczytu G8, 22 lipca 2000

Singel Never End, wydany w lipcu 2000 roku, został wykorzystany podczas szczytu G8 na Okinawie. W grudniu Amuro wydała swój kolejny album, Break the Rules, który sprzedał się w zaledwie 334 520 egzemplarzach, co było porażką w porównaniu do jej poprzedniego albumu, który sprzedał się w 802 740 egzemplarzach. Pojawiły się spekulacje, że Amuro zbytnio pośpieszyła się z wydaniem kolejnego albumu i że nie był on wystarczająco dopracowany. W styczniu do sklepów trafił kolejny singel Think of Me / No More Tears. Był to ostatni singel wchodzący w skład albumu Break the Rules.
W sierpniu 2001 roku Amuro wydała singel Say the Word. Tytułowy utwór był pierwszą piosenką, do której sama napisała cały tekst. W grudniu po raz ostatni współpracowała z Tetsuya Komuro przy singlu lovin’ it. Singel został wydany przez Avex Trax jako krajowy projekt charytatywny. Verbal, członek grupy m-flo, który w utworze „lovin’ it” połączył siły z Amuro pomógł jej przejść od popu do R&B.

### 2002–2006:StyleiQueen of Hip-Pop
W 2002 roku Amuro stała się pełnoprawną piosenkarką R&B i pracowała nad wspólnym projektem z grupą Suite Chic. Przed zakończeniem projektu wydała dwa single i dwa albumy. Powróciła do kariery solowej w 2003 roku, kiedy wydała singel Shine More. Następnie pod produkcją Dallasa Austina i Full Force wydała single Put ’Em Up i So Crazy / Come, które znalazły się później na wydanym w grudniu albumie Style.
Od 29 listopada 2003 do 15 maja 2004 roku występowała w Azji podczas trasy koncertowej Namie Amuro So Crazy tour featuring Best singles 2003–2004. Po wydaniu DVD z trasy koncertowej Amuro wypuściła singel z dwiema balladami All for You. 14 października 2004 wydano singel Girl Talk / The Speed Star z podwójną stroną A. Singel osiągnął numer jeden w dniu premiery i pozostał na drugim miejscu przez pierwszy tydzień.

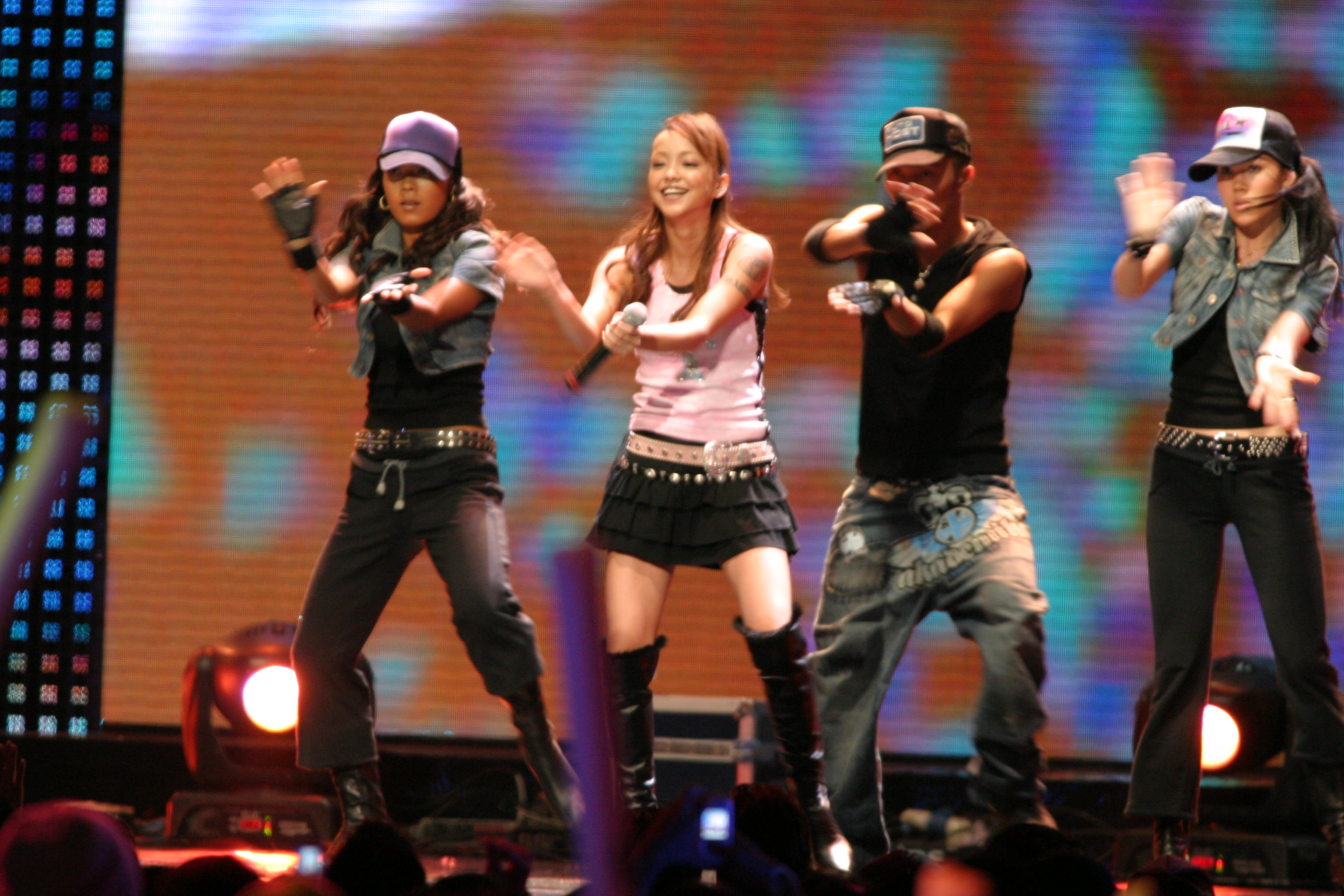
Namie Amuro podczas MTV Asia Aid

W lutym 2005 roku Amuro była jedynym japońskim przedstawicielem na ceremonii wręczenia nagród MTV Asia Awards. Ceremonia rozdania nagród została przemianowana na „MTV Asia Aid” i była poświęcona wspieraniu ofiar trzęsienia ziemi w Azji Południowo-Wschodniej. Cały dochód z ceremonii został przekazany na rzecz UNICEF.
6 kwietnia 2005 roku Amuro wydała singel Want Me, Want Me, który został uznany za prowokacyjny. Sprzedano jednak ponad 100 tys. egzemplarzy, a sam singel uzyskał złoty certyfikat RIAJ. W maju japońskie gazety donosiły, że Amuro, która rozwiodła się z mężem w 2002 roku odzyska pełną opiekę nad ich dzieckiem. W sierpniu Maruyama przyznał jej pełną opiekę nad Haruto z prawem do odwiedzin. Uprzednio za nieoficjalnym uzgodnieniem tylko Maruyama zajmował się dzieckiem.
29 maja 2005 roku Amuro wystąpiła na gali MTV Video Music Awards Japan czwarty rok z rzędu. Zdobyła dwie nagrody „Best R&B Video” oraz „Most Impressive Performing Asian Artist”, stając się pierwszym artystą, który zdobył nagrodę MTV VMAJ przez cztery kolejne lata. W lipcu został wydany szósty album Queen of Hip-Pop, który otrzymał podwójny platynowy certyfikat RIAJ. Poprzez współpracę ze studiem MGM Amuro zdobyła pozwolenie na wykorzystanie „Różowej pantery” na albumie. Na potrzeby albumu stworzono również odpowiednik żeńskiej pantery.

### 2007–2010:Play,Best FictioniPast<Future
W styczniu 2007 roku wydała singel Baby Don’t Cry, został on wykorzystany jako piosenka przewodnia japońskiej dramy „Himitsu no Hanazono”. W marcu wystąpiła także na albumie Cosmicolor japońskiej grupy m-flo wydając piosenkę „Luvotomy”. Następnie 4 kwietnia 2007 wydała singel Funky Town. W czerwcu ukazał się jej ósmy album Play. Album znalazł się na szczycie listy Oricon Albums Chart, stając się pierwszym albumem Amuro numer jeden od ponad 7 lat. W sierpniu wystąpiła jako artystka na MTV Student Awards i otrzymała nagrodę “Student Voice” Respect Award. Od 18 sierpnia 2007 do 13 kwietnia 2008 Namie odbyła swoją trasę koncertową po Japonii Namie Amuro Play tour 2007–2008. Pierwotnie trasa miała obejmować 53 występy, ale została zwiększona o 12 występów do 65. We wrześniu świętowała swoje 30 urodziny.
Na początku 2008 roku Namie ogłosiła, że będzie promować Vidal Sassoon w Japonii nowym singlem w ramach ich nowej kampanii marketingowej „Fashion x Music x VS”. Singel 60s 70s 80s składał się z trzech piosenek: „New Look”, Rock Steady” i „What a Feeling”. Singel odniósł ogromny sukces w Japonii, osiągając pierwsze miejsce na liście singli Oricon od czasu I Have Never Seen i był najlepiej sprzedającym się singlem od czasu Baby Don’t Cry. 25 marca 2008 Namie została nagrodzona za najlepszy żeński teledysk do utworu „Hide and Seek” z albumu Play na Space Shower Music Video Awards. Teledysk do „Hide & Seek” zdobył również nagrodę dla najlepszego teledysku R&B na gali MTV Video Music Awards Japan, która odbyła się 31 maja w Saitama Super Arena. W maju 2008 Namie nagrała piosenkę „Black Diamond” we współpracy z japońską piosenkarką Double. 26 lipca 2008 została zaproszona do udziału w koncercie A-Nation, do którego została zaproszona po raz pierwszy od siedmiu lat, a 30 lipca wydała swój trzeci najlepszy album, Best Fiction, zawierający utwory z lat 2003-2008, który sprzedał się w 681 000 egzemplarzy w pierwszym tygodniu i osiągnął 1. miejsce na Oricon Albums Chart. W trzecim tygodniu od premiery album Best Fiction sprzedał się w ponad milionie egzemplarzy, a Namie stała się pierwszą artystką, która sprzedała milion certyfikowanych albumów w ciągu trzech kolejnych dekad. Album ostatecznie spędził sześć kolejnych tygodni na pierwszym miejscu, stając się pierwszym albumem, który tego dokonał od ponad 14 lat, od czasu albumu Magic z 1993 roku duetu Dreams Come True. Z końcem 2008 roku Best Fiction stał się drugim najlepiej sprzedającym się albumem po Exile Love grupy Exile, a także drugim najlepiej sprzedającym się albumem cyfrowym japońskiego artysty za albumem Hikaru Utady Heart Station. Album otrzymał nagrodę najlepszego albumu roku podczas 50. gali Japan Record Awards. Amuro, aby go promować, wyruszyła w trasę koncertową Best Fiction 2008–2009, trwającą od 25 października 2008 do 12 lipca 2009 roku. Artystka została zaproszona ponownie do udziału w 59. edycji Kōhaku Uta Gassen, lecz odmówiła.

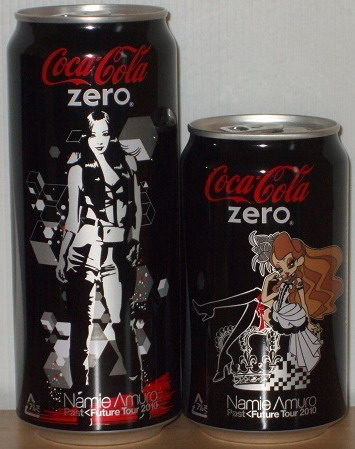
Limitowane edycje puszek Coca Coli na rynek azjatycki, promujące album Past<Future oraz trasę koncertową pod tym samym tytułem

20 stycznia 2009 roku Namie rozpoczęła pracę nad swoim dziewiątym albumem studyjnym. Wydała również singel Wild/Dr, który swoją premierę miał 18 marca. Singel odniósł sukces, osiągając numer jeden na liście singli Oricon. 1 października Vidal Sassoon wydał nową reklamę z udziałem Namie i dwóch piosenek z jej dziewiątego albumu, „My Love” i „Copy That”. 16 grudnia ukazał się dziewiąty album, Past<Future. Album odniósł sukces osiągając pierwsze miejsce na Oricon Albums Chart. W maju 2010 roku wzięła udział w jednym z największych festiwali muzycznych świata odbywającym się w Monako World Music Award. Wystąpiła na nim z utworem „Hide & Seek” z albumu Play oraz odebrała nagrodę dla najlepszego azjatyckiego artysty. Aby promować album Past<Future, Amuro podróżowała po japońskich miastach, występując łącznie 80 razy w ramach trasy Past<Future Tour 2010, która rozpoczęła się 3 kwietnia 2010 roku w Ichihara w prefekturze Chiba, a zakończyła 15 grudnia 2010 roku w Nagoi. 28 lipca wydała singel Break It/Get Myself Back. Z kolei 15 grudnia ukazało się DVD Namie Amuro PAST FUTURE TOUR 2010.

### 2011–2013:Checkmate!,UncontrollediFEEL
27 kwietnia 2011 roku ukazał się album kompilacyjny „Checkmate!”, wydany we współpracy z różnymi artystami. Piosenki „Wonder Woman”, „Make It Happen”, „Unusual” i „#1” zostały wykorzystane do promocji albumu. Album odniósł komercyjny sukces, osiągając pierwsze miejsce na liście przebojów Oricon. Trzy miesiące później ukazał się singel Naked/Fight Together/Tempest, który osiągnął drugie miejsce na Oricon Singles Chart. A utwór „Fight Together” stał się oficjalną piosenką japońskiej serii anime „One Piece”. Pod koniec lipca Namie odbyła swoją pierwszą trasę koncertową Live Style, na której był promowany album „Checkmate!”. W międzyczasie 7 grudnia miał swoją premierę nowy singel Sit! Stay! Wait! Down!/Love Story, a utwór „arigatou” został wykorzystany w reklamie „Esprique”.
Pod koniec marca 2012 roku ukazał się singel Go Round/Yeah-Oh!, a utwór „Go Round” został wykorzystany w kolejnej reklamie „Esprique”. W kwietniu, wokalistka potwierdziła wydanie albumu Uncontrolled, który ukazał się 27 czerwca. Album odniósł ogromny sukces i osiągnął pierwsze miejsce na liście Oricon Albums Chart. 16 września Namie miała zorganizować specjalny koncert w swoim rodzinnym mieście na Okinawie, aby uczcić swoje 20-lecie w branży muzycznej. Koncert został jednak odwołany z powodu tajfunu. Namie zadebiutowała swoim pierwszym cyfrowym singlem Damage 31 października i zakończyła 2012 rok trasą koncertową po pięciu kopułach (największych stadionach w Japonii).
6 marca 2013 roku Namie wydała singel Big Boys Cry/Beautiful, a obie piosenki zostały wykorzystane w reklamie marki kosmetyków do makijażu Kosé. 29 maja Namie wydała cyfrową wersję utworu „Contrail”, który został wykorzystany jako piosenka w dramie „Marzenia w chmurach”. Dodatkowo, dwa kolejne utwory „Hands on Me” 3 lipca i „Heaven” 10 lipca, zostały wydane w iTunes Store w celu promocji nadchodzącego albumu FEEL. Album FEEL ukazał się 10 lipca. Album jest pierwszym wydawnictwem w jej własnej wytwórni Dimension Point wspieranej przez Avex. Utwór „Beautiful”, mimo że został wydany jako singel, nie znalazł się na ostatecznej liście utworów albumu. 16 sierpnia rozpoczęła się trasa koncertowa Namie Amuro FEEL tour 2013, która przyciągnęła 240 000 widzów na 44 koncertach w 24 miastach.

### 2014–2016:Ballada,genic,Hero

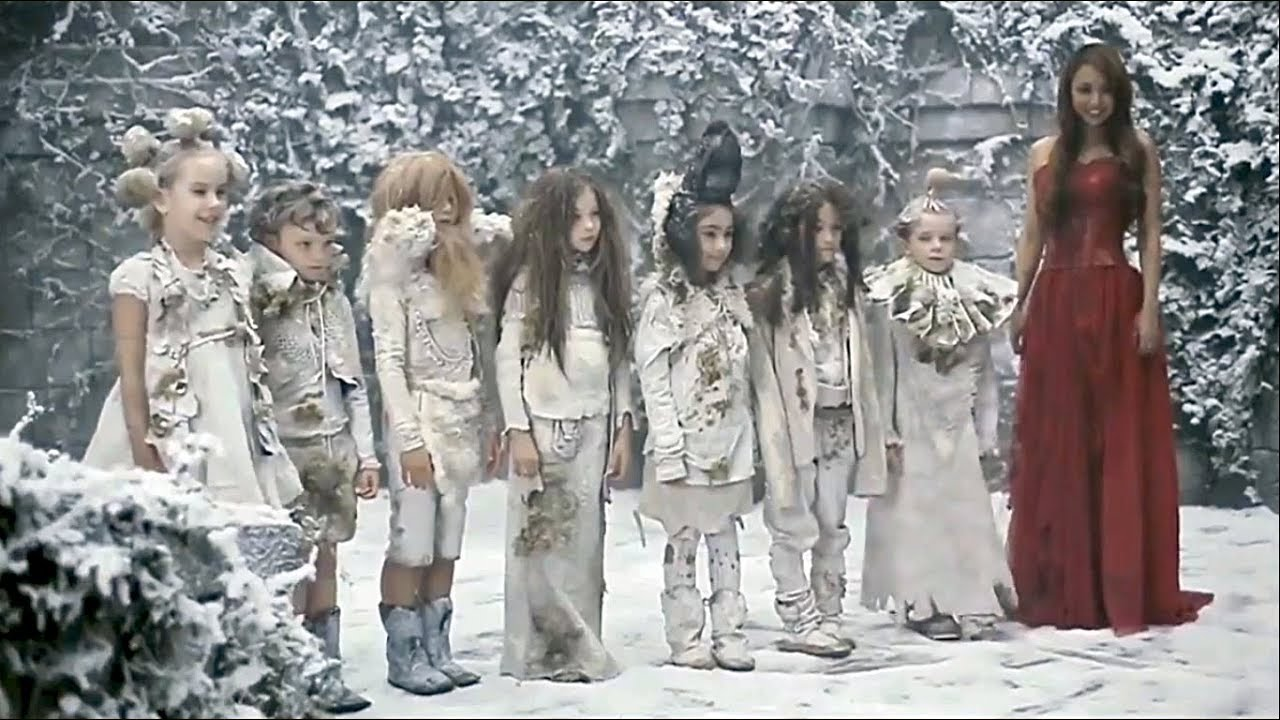
Namie Amuro za kulisami podczas produkcji teledysku do utworu Neonlight Lipstick, do stworzenia którego inspiracją była baśń braci Grimm – Królewna Śnieżka

Na początku 2014 roku piosenkarka wydała singel Tsuki, który zawierał utwór tytułowy oraz dwa wcześniej wydane cyfrowo utwory „Ballerina” i „Neonlight Lipstick”. 4 czerwca Namie wydała swój pierwszy balladowy album, Ballada, z 15 piosenkami. Płyta DVD z balladami zawiera nowe teledyski do utworów „Sweet 19 Blues” i „Can You Celebrate?” oraz dwa nowopowstałe teledyski do „Himawari” i „Four Seasons”. Następnie Namie ogłosiła trasę koncertową Live Style, która trwała od 22 sierpnia do 23 grudnia 2014 roku. DVD z trasy zostało wydane 11 lutego 2015 roku za pośrednictwem jej wydawnictwa Dimension Point. 12 listopada Namie wydała singel zatytułowany Brighter Day,który zawierał utwór tytułowy oraz dwie piosenki „SWEET KISSES” i „Still Lovin’ You”. W tym samym miesiącu, Namie współpracowała z tajwańską piosenkarką Jolin Tsai, której singel I’m Not Yours został wydany jako nagranie promujące jej album Play.
Na początku kwietnia 2015 roku Namie ogłosiła, że jej nowy album _genic ukaże się 10 czerwca. Album ten był również pierwszym albumem wydanym przez firmę prowadzoną przez wokalistkę stella88, którą założyła po odejściu z Vision Factory. Album nie zawierał żadnych singli, ale mimo to odniósł sukces, osiągając numer jeden na Oricon Albums Chart. Aby promować album, piosenkarka wyruszyła w trasę koncertową LIVEGENIC, która trwała od 5 września 2015 do 10 lutego 2016 roku. 2 grudnia, Namie wydała singel Red Carpet, który zawierał dwie piosenki „Red Carpet” i „Black Make-Up”. Pomimo drugiego miejsca na liście Oricon Singles Chart, sprzedaż singla osiągnęła zaledwie 36 000 egzemplarzy, co czyni go jednym z najsłabiej sprzedających się singli Amuro.
18 maja 2016 roku Namie wydała singel Mint. Utwór „Mint” został wykorzystany jako piosenka przewodnia dramy „Boku no Yabai Tsuma”. Sprzedaż singla gwałtownie wzrosła wraz z wydaniem teledysku i osiągnęła status platyny w kolejnym miesiącu. W czerwcu Namie przyjęła ofertę zaproponowaną przez NHK, aby nagrać piosenkę przewodnią do japońskiej transmisji Letnich Igrzysk Olimpijskich i Paraolimpijskich odbywających się w Rio de Janeiro w 2016 roku. Specjalnie na to wydarzenie Namie wydała singel Hero. Singel zdobył złoty certyfikat RIAJ. Następnie Amuro ogłosiła swoją czwartą doroczną trasę koncertową Live Style, która rozpocznie się 19 sierpnia 2016 roku i potrwa do maja 2017 roku. Pierwotnie planowano 88 koncertów, ale z powodu ogromnego popytu i dalszych działań promocyjnych związanych z jej singlami i niewydaną piosenką „Christmas Wish”, dodano kolejne 13 koncertów, zwiększając całkowitą liczbę koncertów w Japonii do 100 (występ w Tottori, który miał się odbyć 21 października, został odwołany z powodu trzęsienia ziemi), co jest najwyższą liczbą koncertów w przypadku solowej piosenkarki. Pod koniec października Namie wydała singel Dear Diary/Fighter, piosenki z singla zostały wykorzystane w filmach „Death Note: Light Up the New World” i „Death Note: New Generation”.

### 2017–obecnie: 25 lecie, emerytura iFinally
1 kwietnia 2017 roku na jej stronie internetowej pojawił się wpis o koncercie w jej rodzimej prefekturze Okinawa z okazji 25-lecia debiutu. 3 maja zostało wydane koncertowe DVD i Blu-Ray Namie Amuro LIVE STYLE 2016–2017. 31 maja Namie wydała singel Just You and I, który posłużył jako piosenka przewodnia w dramie „Becoming Mother” (Haha ni Naru).

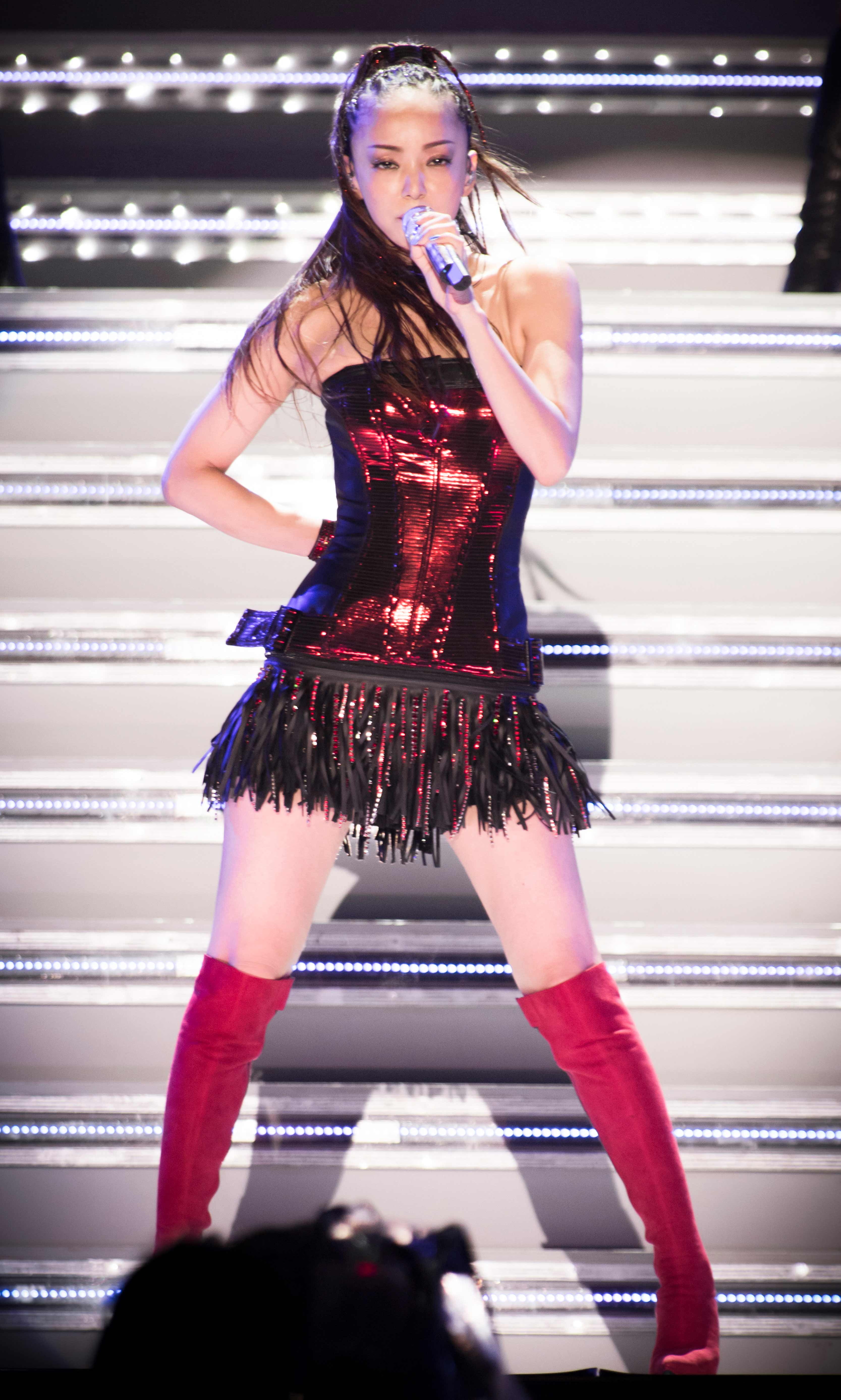
Namie Amuro podczas 25-lecia kariery Okinawa, Japonia 2017

W dniach 16 i 17 września 2017 roku odbył się koncert z okazji 25. rocznicy jej debiutu, który przyciągnął łącznie 52 000 osób, co czyni go jednym z największych koncertów w Japonii. Piosenkarka ogłosiła również, że piosenka „Hope” została oficjalną piosenką japońskiej serii anime „One Piece”. Piosenka „Hope” miała swoją premierę w październiku tego samego roku. 20 września 2017 roku, w dniu swoich 40. urodzin, Namie ogłosiła, że 16 września 2018 roku przejdzie na emeryturę z branży muzycznej.
Jej ostatni album, Finally, ukazał się 8 listopada 2017 roku. Album zawiera sześć nowych piosenek i jej największe hity, z których wszystkie zostały ponownie nagrane. Namie w połowie listopada ogłosiła daty i miejsca pożegnalnej trasy koncertowej. 31 grudnia pojawiła się w 59. sylwestrowym programie muzycznym NHK „Kōhaku Uta Gassen” i zaśpiewała piosenkę „Hero”. Album Finally ostatecznie znalazł się na szczycie listy przebojów Oricon i sprzedał się w nakładzie 2,25 miliona egzemplarzy do końca 2017 roku.

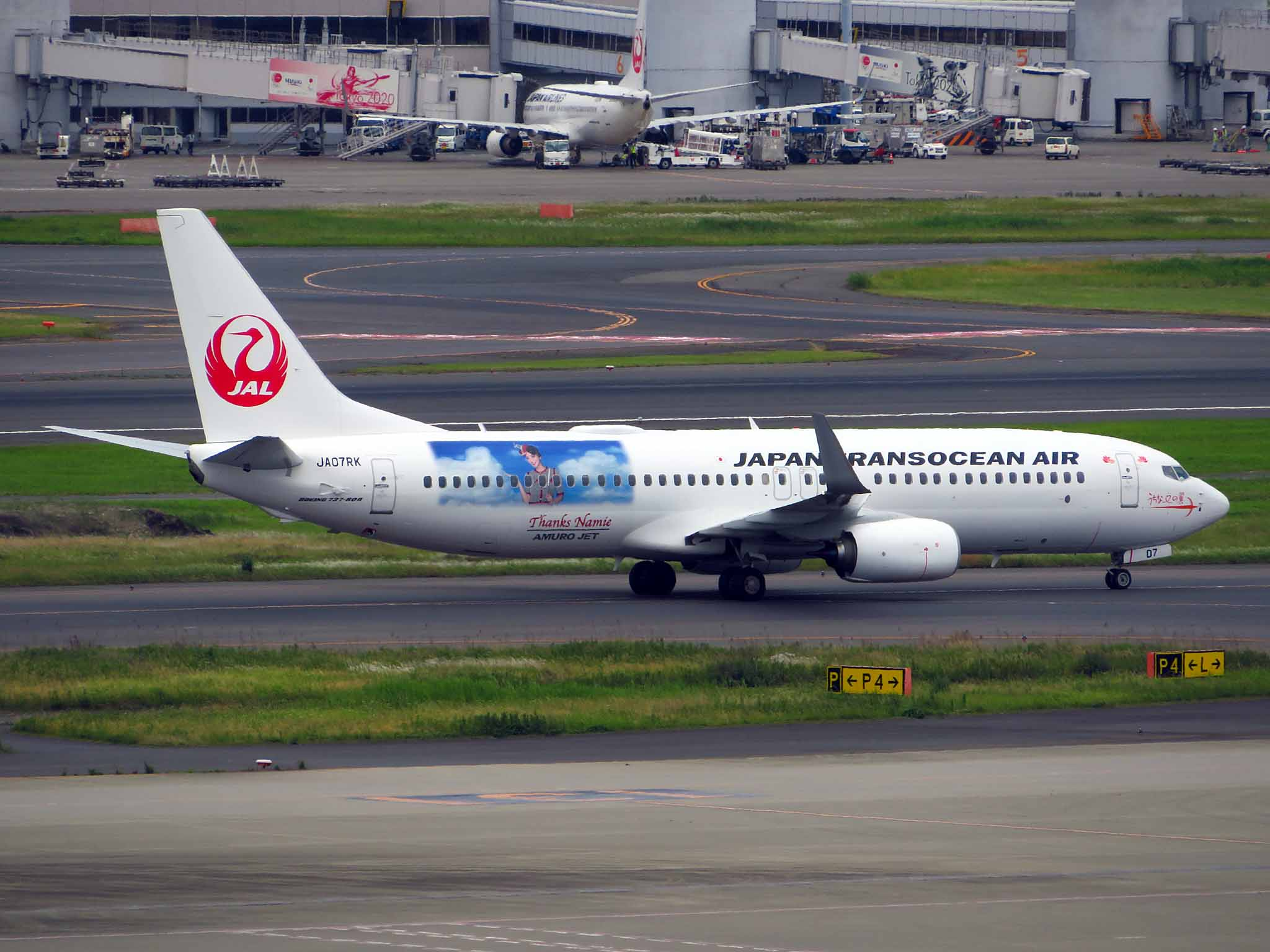
Podobizna Namie Amuro na 25-lecie kariery piosenkarki na pokładzie Boeinga 737 linii Japan Transocean Air, aby upamiętnić emeryturę artystki

11 lutego 2018 roku piosenka „Hope” ukazała się jako cyfrowy singel. 17 lutego Namie rozpoczęła pożegnalna trasę koncertową Finally w Nagoya Dome. Zdobywa tytuł artystki roku podczas 32. gali Japan Gold Disc Award 2018. 19 kwietnia 2018 roku ukazał się cyfrowy singel Body Feels EXIT, zawierający nowo nagrane wokale pochodzące z albumu Finally. Utwór „Body Feels EXIT” został wykorzystany w dramie „Miss Devil”. 23 maja Namie otrzymała honorową nagrodę prefektury Okinawa. 3 czerwca w Tokyo Dome zakończyła się trasa koncertowa Namie Amuro Final Tour 2018 ~Finally~, składająca się z 23 koncertów. Koncerty odbyły się w Nagoi, Fukuoce, Sapporo, Osace i Tokio w Japonii, a także w Chinach, Hongkongu i na Tajwanie. Łącznie występy na żywo obejrzało 800 000 fanów. Po finałowym występie ogłoszono wydanie Blu-ray i DVD Namie Amuro Final Tour 2018 ~Finally~. Jego zawartość obejmuje materiał z zeszłorocznej imprezy z okazji 25-lecia Namie Amuro 25th Anniversary in Okinawa, która odbyła się na Okinawie. Do 21 sierpnia łączna liczba zamówień przedpremierowych na płyty DVD i Blu-ray z „Final Tour” przekroczyła w Japonii milion egzemplarzy. 25 sierpnia „One Piece” wprowadziło animowaną wersję Amuro pod koniec jednego z odcinków, aby ją pożegnać. Płyta DVD i Blu-ray namie amuro Final Tour 2018 -Finally- została wydana 29 sierpnia. 15 września Namie ostatni raz wystąpiła jako artystka podczas festiwalu „We ♥ Namie Hanabi Show: I ♥ Okinawa / I ♥ Music” w Okinawa Convention Center, gdzie jako goście wystąpili między innymi Jolin Tsai, Tomohisa Yamashita i Ken Hirai. Namie oficjalnie wycofała się z show-biznesu 16 września 2018 roku. 30 września 2018 roku jej oficjalna strona internetowa, oficjalny fanklub, oficjalna strona na Facebooku i oficjalny sklep internetowy oficjalnie zaprzestały działalności. 16 czerwca 2019 roku za pośrednictwem wytwórni Dimension Point, wypuszczono całą kolekcję muzyczną Amuro. Jej muzyka wydana przez jej własną wytwórnię została również udostępniona w serwisie streamingowym Apple, tego samego dnia. W listopadzie 2023 roku, pięć lat po jej przejściu na emeryturę, wszystkie treści, w tym cała jej dyskografia w serwisach streamingowych, teledyski, sklep internetowy i oficjalny kanał YouTube, zostały usunięte z Internetu.

## Dyskografia

### Albumy studyjne
- 1995: Dance Tracks Vol. 1
- 1996: Sweet 19 Blues
- 1997: Concentration 20
- 2000: Genius 2000
- 2000: Break the Rules
- 2003: Style
- 2005: Queen of Hip-Pop
- 2007: Play
- 2009: Past<Future
- 2012: Uncontrolled
- 2013: FEEL
- 2015: _genic

### Albumy kompilacyjne
- 1996: Original Tracks Vol.1
- 1998: 181920
- 2002: LOVE ENHANCED ♥ single collection
- 2008: Best Fiction
- 2011: Checkmate!
- 2014: Ballada
- 2017: Finally

## Trasy koncertowe
- 31 sierpnia 1996 – 1 września 1996: Summer Presents '96 Amuro Namie with Super Monkey’s
- 23 marca 1997 – 18 maja 1997: Namie Amuro tour 1997 a walk in the park
- 26 lipca 1997 – 13 sierpnia 1997: Mistio presents Namie Amuro Summer Stage '97 Concentration 20
- 20 marca 2000 – 7 maja 2000: Namie Amuro Tour „Genius 2000”
- 18 marca 2001 – 27 maja 2001: Namie Amuro tour 2001 Break the Rules
- 17 października 2001 – 10 listopada 2001: Namie Amuro tour „AmR” 01
- 29 listopada 2003 – 15 maja 2004: Namie Amuro So Crazy tour featuring Best singles 2003–2004
- 27 sierpnia 2004 – 20 września 2004: Namie Amuro tour „fan space '04"
- 1 września 2005 – 24 grudnia 2005: Space of Hip-Pop -namie amuro tour 2005-
- 13 sierpnia 2006 – 23 listopada 2006: Namie Amuro Best tour „Live Style 2006”
- 18 sierpnia 2007 – 13 kwietnia 2008: Namie Amuro Play tour 2007
- 25 października 2008 – 20 marca 2009: Namie Amuro BEST FICTION 2008–2009
- 3 kwietnia 2010 – 15 grudnia 2010: Namie Amuro PAST FUTURE TOUR 2010
- 30 lipca 2011 – 27 grudnia 2011: Namie Amuro Live STYLE Tour 2011
- 24 listopada 2012 – 21 grudnia 2012: Namie Amuro 5 Major Domes Tour 2012 ~20th Anniversary Best~
- 16 sierpnia 2013 – 23 grudnia 2013: Namie Amuro FEEL tour 2013
- 22 sierpnia 2014 – 23 grudnia 2014: Namie Amuro LIVE STYLE 2014
- 5 września 2015 – 10 lutego 2016: Namie Amuro LIVEGENIC 2015–2016
- 19 sierpnia 2016 – 3 maja 2017: Namie Amuro LIVE STYLE 2016–2017
- 16 września 2017 – 17 września 2017: Namie Amuro 25th Anniversary in Okinawa
- 17 lutego 2018 – 3 czerwca 2018: Namie Amuro Final Tour 2018 ~Finally~

## Filmografia

### Seriale telewizyjne
- 1993: Ichigo hakusho
- 1994: Toki wo Kakeru Shoujo
- 1995: Watashi, mikata desu
- 1995: Station
- 1995: 湘南リバプール学院
- 1996: That’s Cunning! Shijo Saidai no Sakusen
- 2000: Yonigeya Honpo
- 2011: Watashi ga Ren’ai Dekinai Riyū (odc.9)[183]

### Filmy
- 1996: That’s Cunning! Shijo Saidan no Sakusen
- 1996: Gakko II: The Learning Circle

### Piosenki w reklamach
- 1992–1993: „Mister U.S.A.” – Lotte
- 1993: „Aishite Muscat” – Lotte
- 1994: „Paradise Train” – Lotte
- 1994–1995: „Try Me ~Watashi o shinjite~” – Joy of Sports MINAMI
- 1995: „Taiyō no Season” – Lotte
- 1995: „Body Feels EXIT” – Taito X-55
- 1996: „You’re My Sunshine” – Sea Breeze
- 1996: „JOY”, „a walk in the park” – maxell UD
- 1996: „PRIVATE” – Nissan
- 1996–1997: „Don’t wanna cry” – DyDo mistio, I’LL JUMP, No Communication
- 1997: „How to be a Girl” – Sea Breeze
- 1997: „CAN YOU CELEBRATE?”, „Whisper” – maxell MD
- 1997: „PRIVATE” – Nissan
- 1997: „You’re My Sunshine” – Sega Digital Dance Mix Namie Amuro
- 1997: „RESPECT the POWER OF LOVE” – KOSÉ VISEE
- 1998: „PRIVATE” – Nissan
- 1999: „SOMETHING 'BOUT THE KISS” – KOSÉ VISEE
- 2000: „Love 2000” – KOSÉ VISEE
- 2000: „CROSS OVER” – MM Tu-Ka
- 2000–2001: „no more tears”, „Say the word” – KOSÉ LUMINOUS
- 2001: „GIRLFRIEND” – MM Tu-Ka
- 2001: „Please smile again” – Fran
- 2001: „think of me” – Fran
- 2001: „Say The Word” – Kose
- 2003: „shine more” – Lucido L
- 2003: „So Crazy” – Lucido L
- 2004: „ALARM” – Lucido L
- 2004: „Girl Talk” – Lucido L
- 2004: „The Speed Star” – Lucido L
- 2005: „WoWa” – Lucido L
- 2007: „Funky Town” – Lipton Limone Ice Tea
- 2007: „Pink Key” – Lipton Chiffon Milk Tea
- 2008: „New Look” – Vidal Sassoon – 60's
- 2008: „Rock Steady” – Vidal Sassoon – 70's
- 2008: „What A Feeling” – Vidal Sassoon – 80's
- 2008: „Do me more – Vidal Sassoon – NAMIE AMURO X SHOWGIRL
- 2009: „WILD” – Coca-Cola Zero
- 2009: „Dr.” – Vidal Sassoon
- 2009: „MY LOVE” – Fashion × Music × Vidal Sassoon
- 2009: „COPY THAT” – Fashion × Music × Vidal Sassoon
- 2010: „Break It” – Coca-Cola Zero
- 2011: „Wonder Woman” – Coca-Cola Zero
- 2011–2013: „NAKED”, „arigatou”, „Go Round”, „Hot Girls”, „Beautiful”, „Big Boys Cry” – KOSÉ ESPRIQUE
- 2013: „Love Story” – NTT docomo
- 2014: „Neonlight Lipstick”, „La La La”, „Love Story”, „Still Lovin’ You” – KOSÉ ESPRIQUE
- 2014: „SWEET KISSES” – KOSÉ Oreo Doll
- 2015: „Red Carpet” – KOSÉ Oreo Doll
- 2016–2017: „Christmas Wish” – 7-Eleven (Magical Christmas)
- 2017: „How do you feel now?” – NTT docomo 25th Anniversary
- 2017: „Strike A Pose” – ReVIA
- 2017–2018: „Do It For Love” – Hulu
- 2018: „Baby Don’t Cry” – ReVIA
- 2018: „In Two” – KOSÉ NAMIE AMURO × KOSE ALL TIME BEST Project

### Piosenki w dramach i filmach
- 1995: „Chase The Chance” – The Chef
- 1997: „Can You Celebrate?” – Virgin Road
- 1999: „I Have Never Seen” – Yonigeya Honpo
- 2004: „All for You” – Kimi ga omoi de ni Naru Mae ni
- 2007: „Baby Don’t Cry” – Himitsu no Hanazono
- 2008: „Sexy Girl” – Otome no Punch
- 2010: „The Meaning Of Us” – Onnatachi wa Nido Asobu
- 2011: „Tempest” – Tempest
- 2011: „Love Story”, „Sit!Stay!Wait!Down!” – Watashi ga Ren’ai Dekinai Riyuu
- 2012: „Damage” – Ōgon O Daite Tobe
- 2013: „Contrail” – Marzenia w chmurach
- 2014: „Brighter Day” – First Class 2
- 2016: „Mint” – Boku no Yabai Tsuma
- 2016: „Fighter” – Death Note ~ New Generation
- 2016: „Dear Diary” – Death Note: Light Up the New World (film)
- 2017: „Just You and I” – Haha ni Naru
- 2017: „Showtime” – Kangoku no Ohimesama
- 2018: „Body Feels EXIT” – Miss Devil ~ Jinji no Akuma

### Piosenki w anime
- 1999: „toi et moi” – Pokémon 2: Uwierz w swoją siłę
- 2003: „Come” – 7 sezon Inuyasha
- 2003: „Four Seasons” – Inuyasha – Tenka hadou no ken
- 2011: „Fight Together” – 14 sezon One Piece
- 2015: „Black Make Up” – One Piece: Adventure of Nebulandia
- 2017: „Hope” – 20 sezon One Piece

## Działalność charytatywna
- Przekazała 12 milionów jenów po zamachach terrorystycznych w Stanach Zjednoczonych z 11 września 2001 r.[184]
- Przekazała 10 milionów jenów jako darowiznę w związku z trzęsieniem ziemi w Sumatrze w 2004 r.[184]
- Przekazała 50 milionów jenów za pośrednictwem Japońskiego Czerwonego Krzyża jako darowiznę na trzęsienie ziemi w Japonii w 2011 r.[184]
- 30 czerwca 2021 roku została odznaczona Medalem z Granatową Wstęgą i Pucharem, które są przyznawane osobom, które przekazały co najmniej 15 milionów jenów prywatnych funduszy na rzecz państwa lub władz lokalnych[185].

## Nagrody

### Japan Record Awards
| Rok  | Przedmiot nominacji       | Kategoria                          |
| ---- | ------------------------- | ---------------------------------- |
| 1995 | utwór Try Me              | Excellence Prize                   |
| 1996 | utwór Don’t Wanna Cry     | Excellence Prize                   |
| 1996 | album Sweet 19 Blues      | Best Album                         |
| 1996 | utwór Don’t Wanna Cry     | The Award                          |
| 1997 | singel Can You Celebrate? | Excellence Prize                   |
| 1997 | utwór Can You Celebrate?  | The Award                          |
| 2000 | singel Never End          | Special Award                      |
| 2008 | album BEST FICTION        | Best Album, Excellence Album Award |

### Japan Gold Disc Award
| Rok  | Przedmiot nominacji       | Kategoria                       |
| ---- | ------------------------- | ------------------------------- |
| 1997 |                           | Best 5 Artist                   |
| 1997 | singel Don’t Wanna Cry    | Best 5 Single                   |
| 1997 |                           | Music Video                     |
| 1997 | singel Can You Celebrate? | The Award                       |
| 1998 | album Concentration 20    | Pop Album of the Year           |
| 1998 | utwór Can You Celebrate?  | Song of the Year                |
| 1999 | album 181920              | Pop Album of the Year           |
| 2013 | utwór Love Story          | Song of the Year                |
| 2015 | album Ballada             | Best 5 Album (Japanese Music)   |
| 2017 | utwór Hero                | Best 5 Song Download            |
| 2018 |                           | Artist of the Year              |
| 2018 | utwór Finally             | Album of the Year, Best 5 Album |

### All Japan Request Awards
| Rok  | Przedmiot nominacji            | Kategoria                |
| ---- | ------------------------------ | ------------------------ |
| 1999 | utwór Something 'bout the Kiss | Tadashi Yoshida Award    |
| 2000 | singel Never End               | Millennium Special Award |

### MTV Video Music Awards Japan
| Rok  | Przedmiot nominacji                        | Kategoria                                  |
| ---- | ------------------------------------------ | ------------------------------------------ |
| 2002 |                                            | Inspiration Award Japan                    |
| 2003 |                                            | Best Collaboration                         |
| 2004 |                                            | Best R&B Video                             |
| 2004 |                                            | buzzAsia from Japan                        |
| 2005 | teledysk Girl Talk                         | Best R&B Video                             |
| 2005 |                                            | Most Impressivle Performing Artist in Asia |
| 2008 | teledysk Hide & Seek                       | Best R&B Video                             |
| 2009 | teledysk NEW LOOK                          | Best Female Video                          |
| 2009 | teledysk Sexy Girl                         | Best R&B Video                             |
| 2010 | teledysk FAST CAR                          | Best Female Video                          |
| 2012 | teledysk Love Story                        | Best Female Video                          |
| 2012 | teledysk make it happen feat. After School | Best Collaboration Video                   |
| 2014 | teledysk Ballerina                         | Best Female Video                          |
| 2014 | teledysk Ballerina                         | Best Video                                 |
| 2015 | teledysk Birthday                          | Best Female Video -Japan-                  |
| 2015 |                                            | BEST CREATIVITY                            |

### Pozostałe nagrody
- 1996:
  - Nagroda Złotej Strzały – Nagroda Muzyczna
  - Best Dresser Awards – Female
  - Idol Music Awards – Best Idol
- 1997: Japan Record Sales Awards – Best Single za singel Can You Celebrate?
- 2000:
  - Citizen in Honor, Naha City, Okinawa
  - Japan Jewelry Best Dresser Award
- 2007: MTV Student Voice Awards 2007 – „Student Voice” Respect Award[189]
- 2008: Space Shower Music Video Awards 08 – Best Female Video za teledysk Hide & Seek[190]
- 2009:
  - Space Shower Music Video Awards 09 MVA09 – BEST ARTIST
  - Space Shower Music Video Awards 09 – BEST FEMALE VIDEO „NEW LOOK”
- 2010: World Music Awards 2010 Best Asian Artist
- 2012:
  - TV Video Music Awards Japan 2012 – Best Female Video „Love Story”
  - Billboard JAPAN Top Pop Artist 2012
- 2015
  - Spike Asia 2015 za Anything[191]
  - FWA The Cutting Edge Award za Anything[192]
- 2018:
  - Space Shower Music Video Awards 2018 – BEST FEMALE ARTIST
  - CD Shop Award 2018 – Special Award za Finally[193]
  - AMD Award – Excellence Award za Finally[194]